# Aleksander Ścibor-Rylski

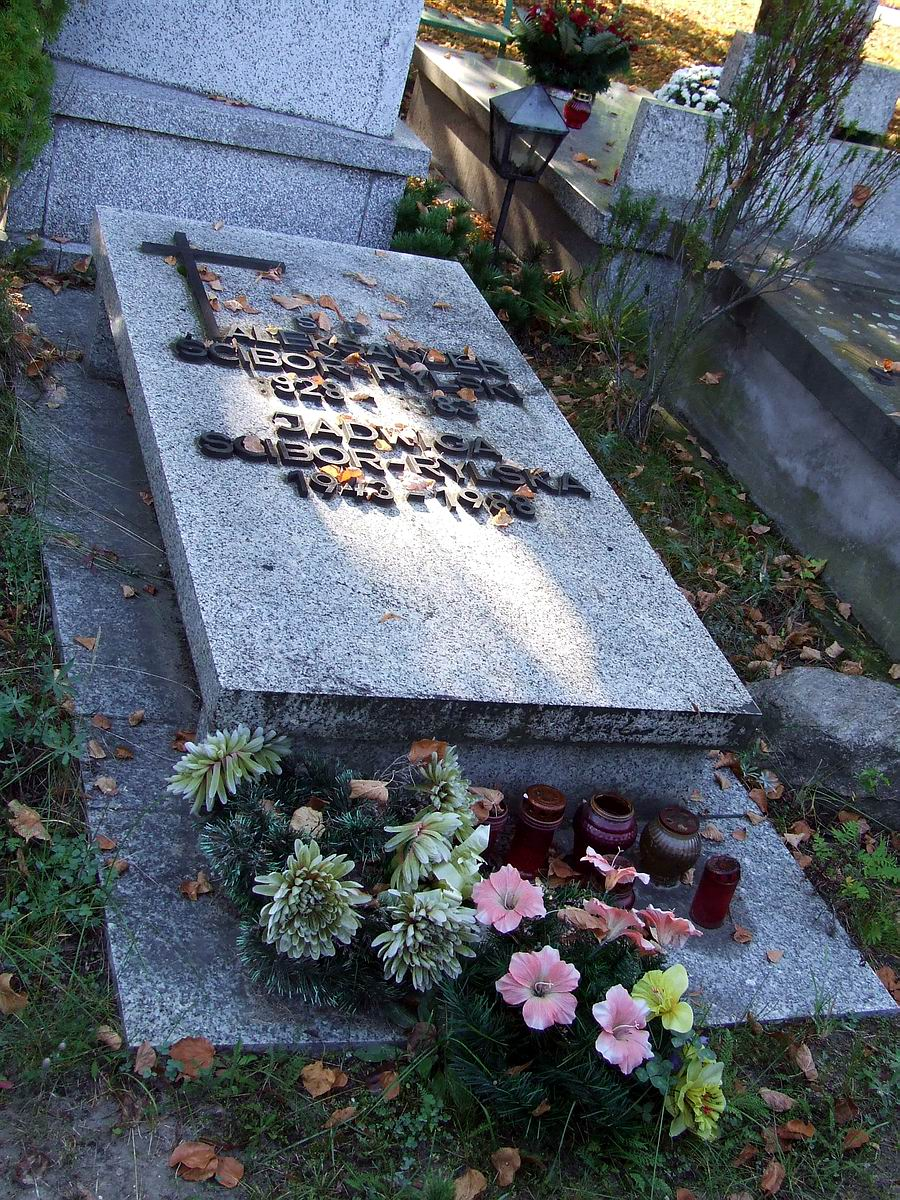
Grób Aleksandra i Jadwigi Ścibor-Rylskich na Cmentarzu Komunalnym Północnym w Warszawie

Aleksander Ścibor-Rylski, ps. „Ostoja” (ur. 16 marca 1928 w Grudziądzu, zm. 3 kwietnia 1983 w Warszawie) – polski pisarz, reżyser i scenarzysta filmowy, m.in. autor scenariuszy do filmów Popioły (1965), Człowiek z marmuru (1977), Człowiek z żelaza (1981) i do serialu telewizyjnego Lalka (1977). Twórca postaci Mateusza Birkuta.

## Życiorys
Syn Jerzego i Ireny z Ciesielskich. Podczas okupacji hitlerowskiej służył w Szarych Szeregach oraz Armii Krajowej. Uczestniczył w powstaniu warszawskim, gdzie był łącznikiem dowódcy w Zgrupowaniu „Żniwiarz”. Został podczas walk ciężko ranny. Później opuścił miasto z ludnością cywilną.
Po wojnie w 1946, zadebiutował jako poeta i prozaik. W latach 1946–1951 studiował polonistykę na Uniwersytecie Warszawskim, której ostatecznie jednak nie ukończył. Od 1948 do 1954 był członkiem redakcji tygodnika Żołnierz Polski, gdzie pełnił m.in. funkcję kierownika działu kulturalnego. W 1950 wydał, napisaną w duchu socrealizmu, powieść pt. Węgiel, która zapewniła mu pozycję najzdolniejszego pisarza socrealisty. W latach 1955–1957 wchodził w skład redakcji Nowej Kultury. Od 1951 był związany z kinematografią jako scenarzysta i reżyser.
W latach 1955–1965 był kierownikiem literackiego Zespołu Filmowego „Rytm”. W latach 1972–1978 był kierownikiem artystycznym Zespołu Filmowego „Pryzmat”.
Pochowany na Cmentarzu Komunalnym Północnym na Wólce Węglowej w Warszawie (kwatera E-V-2-2-11).

## Twórczość

### Książki
- Cykl Biblioteka Przodowników Pracy
  - Orczewski i jego brygada (1949)
  - Górnicze gołębie pokoju: (o Wiktorze Markiewce) (1950)
  - „Pancerz” Józefa Szulca (1950)
  -  Stasiek Kaluga staje do współzawodnictwa (1950)
- Węgiel (1950)
- Dwanaście felietonów (1951)
- Sprawa Szymka Bielasa (1953)
- Wieczór u Hanysa Dębiczka (1954)
- Iwan (1954)
- Cień i inne opowiadania (1955)
- Styczeń (1956)
- Ich dzień powszedni (1957)
- Złote koło (seria Ewa wzywa 07..., 1971)
- S.O.S. (1974, pod nazwiskiem żony Jadwigi Wojtyłło)
- Pierścionek z końskiego włosia (1991)

Źródła.

### Filmografia
- Człowiek z żelaza – scenariusz (1981)
- Lalka (serial) – scenariusz (1977)
- Człowiek z marmuru – scenariusz (1976)
- Dagny – scenariusz (1976)
- S.O.S. (serial telewizyjny) – scenariusz (1974, podpisany nazwiskiem żony Jadwigi Wojtyłło)
- Gniazdo – scenariusz (1974)
- Agent nr 1 – scenariusz (1971)
- Seksolatki – scenariusz (1971)
- Trąd – scenariusz (1971)
- Złote Koło – scenariusz (1971)
- Południk zero – scenariusz (1970)
- Sąsiedzi – reżyseria, scenariusz (1969)
- Wilcze echa – reżyseria, scenariusz (1968)
- Morderca zostawia ślad – reżyseria, scenariusz (1967)
- Popioły – scenariusz (1965)
- Jutro Meksyk – reżyseria, scenariusz (1965)
- Późne popołudnie – reżyseria, scenariusz (1964)
- Ich dzień powszedni – reżyseria, scenariusz (1964)
- Czarne skrzydła – scenariusz (1962)
- Dom bez okien – scenariusz (1962)
- Dotknięcie nocy – scenariusz (1961)
- Rok pierwszy – scenariusz (1960)
- Ostatni strzał – scenariusz (1959)
- Pigułki dla Aurelii – scenariusz (1958)
- Cień – scenariusz (1956)

Źródło

## Ekranizacje
Na motywach jego książki z pierwszej połowy lat sześćdziesiątych Pierścionek z końskiego włosia Andrzej Wajda nakręcił w 1992 r. film Pierścionek z orłem w koronie.

## Ordery i odznaczenia
- Krzyż Komandorski Orderu Odrodzenia Polski (1975)[7]
- Krzyż Oficerski Orderu Odrodzenia Polski (1964)
- Krzyż Kawalerski Orderu Odrodzenia Polski (11 lipca 1955)[8]
- Medal 10-lecia Polski Ludowej (19 stycznia 1955)[9]

## Nagrody
- Nagroda Państwowa III stopnia (1951)[10][11]
- III Nagroda Ministra Kultury i Sztuki (1954)
- Nagroda Związku Literatów Polskich (1954)
- Nagroda Stowarzyszenia Dziennikarzy Polskich (1954)
- II nagroda za tekst „Złote koło” w Konkursie na tv widowisko sensacyjne (1970)
- Nagroda Polskiego Radia II stopnia (1974)
- Nagroda prezesa Komitetu ds. Radia i TV (zespołowa) za scenariusz filmu „Lalka” (1979)

## Upamiętnienie
Jest patronem ławeczki w Parku Ratuszowym w Krakowie w dzielnicy XVIII Nowa Huta, o czym informuje tabliczka. Patroni ławeczek w przestrzeni publicznej są wybierani w ramach projektu Kody Miasta realizowanego przez Krakowskie Biuro Festiwalowe, operatora tytułu Kraków Miasto Literatury UNESCO, którym Kraków został uhonorowany w 2013 roku.
W 1993 powstał film dokumentalny Człowiek z szuflady. Aleksander Ścibor-Rylski (1928–1983), którego reżyserami byli Andrzej Kotkowski i Jerzy Sztwiertnia.